# スーパー戦隊バトル ダイスオー
『スーパー戦隊バトル ダイスオー』（スーパーせんたいバトル ダイスオー）はバンダイより発売されていたスーパー戦隊シリーズを題材にしたトレーディングカードアーケードゲーム『データカードダス』作品。製作は株式会社パオン（現:パオン・ディーピー）。
また、2011年2月より『スーパー戦隊バトル ダイスオーDX（スーパーせんたいバトル ダイスオーデラックス）』としてリニューアル、2014年2月より『スーパー戦隊バトル ダイスオーEX』（スーパーせんたいバトル ダイスオーエクスプレス）に再度リニューアルされ、2014年11月稼働のEX5弾をもって稼働終了となった。

## 遊び方
1プレイ100円。硬貨を入れるとモードセレクト画面に移行する。カードを買う（赤のボタン）、ひとりであそぶ（緑のボタン）、ふたりであそぶ（青のボタン）のどれかひとつを押す。カードを買うときはモードセレクト時に赤のボタンを押し、ディスク中心部のボタンを押すか、青のボタンを押すかでモードセレクトに戻る。ただし、第3弾からは連続購入時にディスク中心部のボタンを押すように変更された。カードは最大9枚まで連続購入できる。ひとりであそぶを選ぶと難易度セレクトに移行し、『かんたん』『ふつう』『むずかしい』から難易度を選択すると複数存在する戦隊チームと戦う『レンジャーバトル』と『敵バトル』のどちらかを選ぶ。
ひとりであそぶでプレイした場合、まずライバルの戦隊が登場。その後レンジャーカードを5枚スキャン（この時、スキャンせずにスキップするか制限時間が切れると平凡なステータスのトッキュウジャーがメンバーに加わる）し、自分の戦隊を結成する。最初にスキャンしたレンジャーが戦隊のリーダーとなる。メンバーの構成は全員がレッド、女性だらけなど自由自在。結成後、戦隊チームの属性が表示される。属性はリーダーに記された属性によって決まる。
なお、DXではルール変更に伴い最初にレンジャーカード（5枚）、ロボカード、DXワザカードorEXレンジャーカードの合計7枚をスキャンするようになった。ちなみにDX以前のダイスオーのカードもスキャンは可能。この場合、DXで設定された能力に変更される。EX弾よりロボとDXワザorEXレンジャーがEXカードに統一されたためスキャン枚数が6枚に変更されている。
また、同じレンジャーのカード（形態違い・戦士だけでなくロボとしても扱われるズバーン）は2度はスキャンできない。ただし、変身者の違う戦士は同時スキャンが可能。

## システム
DX1弾以降からは、スペシャルパワー（特殊能力）を所持していないカードを使用しても発動するようになり、CPU戦の時には相手も発動するようになった。ガブリンチョ1弾からは、スペシャルパワーがルーレットスキル、EX1弾からはセンタイスキルという形で発動するようにシステムも変更され、一部キャラクターを除いて特命6弾までのカードではスペシャルパワーが発動しなくなった。また、一部スキルは効果が変更されている。
- 戦隊魂

体力が0になっても、このシステムが発動すれば戦隊全員の体力が1（第3弾から特命6弾までは10、ガブリンチョ1弾からは2000）の状態で復活する。
- ダイバトル

第3弾より実装されたシステムで、むずかしいモードを2ターン以内（3ターン以降でも条件次第で可）にクリアした場合、2戦目へ進むことができる。なお、登場する戦士のほとんどとロボバトル時に乗るロボは、この時点でカードが登場していない戦士とロボで構成され、後の参戦にさきげかる先行登場も兼ねている。無印は最初2組が先行参戦戦士＆ロボを含めたチームで残り2組が正規メンバー戦隊、DXでは基本的に奇数弾が先行登場戦士orロボを含めたチーム、偶数弾が基本的にレッド以外の戦士をリーダーとしたテーマに当てはまる戦士、特命弾はこの2つの特性を併せ持つ戦隊で構成されており各弾のラストとなる第6弾は決まってその弾稼動中に放送されている現役戦隊メンバー（ガブリンチョ弾以降は現役戦隊＋現役戦士をリーダーとしたテーマ編成）が相手をする。
また、特命1弾よりEXレンジャーやDXワザも使用してくる。
ガブリンチョ1弾より、任意に進めるようになったほか組み合わせが複数の中からランダムに変更された。
- ルーレットクラッシュ（DX6弾まではダリンクラッシュ）

DX3弾から実装されたシステムで、ロボ対レンジャーの戦闘時にランダムで起こり、ロボ操作側が発動に成功するとレンジャー側のルーレット数値を無効化できる。なお、特命弾の移行に伴いルーレットの形状がダリンでなくなったため特命1弾以降からは名称が変更されている。ガブリンチョ弾以降廃止。
- シールド

第3弾から実装されたシステムで、一部のキャラが持つスペシャルパワー。相手の攻撃時に発動し、ダメージを半分に抑えることができる。DX4弾よりロボスペシャルパワーとしても搭載され大幅に敵の攻撃を軽減できる。
- レジェンド

DX1弾から実装されたゴレンジャー関連のキャラが持つスペシャルパワー。相手のスペシャルパワーを封印する。
- サイボーグ

ジャッカー関連のキャラが持つスペシャルパワー。連携攻撃後に相手のEXパワーを吸収する。EX弾以前はDXワザの発動ラウンド・EXレンジャーの登場ラウンドが早まる。
- ダンスリズム

バトルフィーバー関連のキャラが持つスペシャルパワー。連携アタックのダメージがアップする。
- デンジストーン

DX1弾から実装されたデンジマン関連のキャラが持つスペシャルパワー。全員の攻撃の威力がアップする。
- プラズマ

DX1弾から実装されたサンバルカン関連のキャラが持つスペシャルパワー。相手と体力を分け合う。プレイヤーが有利な時は発動しない。
- 未来科学

ゴーグルファイブ関連のキャラが持つスペシャルパワー。EXゲージを増やしさらにEXカードの能力を上げる。
- 大爆発

ダイナマン関連のキャラが持つスペシャルパワー。相手の通常攻撃後（EX弾以前は相手がスペシャルパワーを発動した際）、相手にダメージを与える。
- 超電子頭脳

バイオマン関連のキャラが持つスペシャルパワー。相手の防御と攻撃をダウンさせる。
- アースフォース

DX1弾から実装されたチェンジマン関連のキャラが持つスペシャルパワー。相手から攻撃を受けた際に発動し、体力を回復する。
- プリズム

フラッシュマン関連のキャラが持つスペシャルパワー。シールド防御の発生確率を上昇させる。ガブリンチョ3弾からはボウギョリョクアップに効果が変更された。
- オーラパワー

マスクマン関連のキャラが持つスペシャルパワー。ルーレットがすべてVポイント（必殺技）となる。EX弾以降は無条件で必殺技を発動できる。
- 友との誓い

DX1弾から実装されたライブマン関連のキャラが持つスペシャルパワー。相手のAPを-30（EX弾以前は相手の攻撃をダウン）させる。
- ターボ

ターボレンジャー関連のキャラが持つスペシャルパワー。EXゲージが溜まる。
- 兄弟先生

ファイブマン関連のキャラが持つスキル。連携アタックのダメージがアップする。
- バードニックウェーブ

ジェットマン関連のキャラが持つスペシャルパワー。Vポイントがアップする。ガブリンチョ1弾からはAPアップに効果が変更された。
- 古代恐竜族

DX1弾から実装されたジュウレンジャー関連のキャラが持つスペシャルパワー。ロボエネルギーをチャージする。ガブリンチョ1弾からはロボバトルの設定変更からDXワザのパワーチャージに効果が変更された。
- 気力

ダイレンジャー関連のキャラが持つスペシャルパワー。ルーレットがすべてVポイント（必殺技）となる。EX弾以降は初同時に無条件で必殺技を放つ。
- 忍の末裔

カクレンジャー関連のキャラが持つスペシャルパワー。ラウンド開始時に前のラウンドで受けたダメージを受けなかったことにする。ガブリンチョ4弾からは連携アタックで受けたダメージを受けなかったことにする効果に変更された。
- 超古代文明

オーレンジャー関連のキャラが持つスペシャルパワー。EXゲージ（ロボエネルギー）をチャージする。
- アクセル

カーレンジャー関連のキャラが持つスペシャルパワー。全員の攻撃の威力がアップする。EX弾以降はAPアップ。
- デジタル

メガレンジャー関連のキャラが持つスペシャルパワー。攻撃時に一定の確率で攻撃力がアップする。
- アース

ギンガマン関連のキャラが持つスペシャルパワー。ルーレットが全て最大値と同じ数値になる。ガブリンチョ3弾からはAPアップに効果が変更された。
- レスキュー

ゴーゴーファイブ関連のキャラが持つスペシャルパワー。ラウンド開始時に一定の確率で体力が回復する。
- タイムワープ

タイムレンジャー関連のキャラが持つスペシャルパワー。DXワザとEXレンジャーの登場ラウンドを無視しそのターンに発動する。ガブリンチョ2弾からは相手の必殺技を封印に効果が変更された。
- 牙吠

第4弾以降のガオレンジャー関連のキャラが持つスペシャルパワー。攻撃時に発動し攻撃後に追加攻撃ができる。
- 超忍法

第4弾以降のハリケンジャー関連のキャラが持つスペシャルパワー。ラウンド開始時に相手リーダーの動きを止める。ガブリンチョ4弾からは相手の連携アタックを封印に効果が変更された。
- ダイノガッツ

アバレンジャー関連のキャラが持つスペシャルパワー。体力が1000以下になった時、アタックポイントと攻撃がアップする。ガブリンチョ1弾より、必殺技のパワーアップに効果が変更された。
- ジャッジメント

第5弾以降のデカレンジャー関連のキャラが持つスペシャルパワー。発動時には劇中でおなじみのジャッジメントの演出が発生し、有罪（デリート許可）を示す×印が出ると相手の体力を半分にすることができる。
- 勇気の証

マジレンジャー関連のキャラが持つスペシャルパワー。アタックポイントがアップする。
- プレシャス

ボウケンジャー関連のキャラが持つスペシャルパワー。相手のアタックポイント値分のダメージを与える。
- ビーストアーツ

ゲキレンジャー関連のキャラが持つスペシャルパワー。体力が0になる攻撃を受けた際、踏みとどまることが可能。ガブリンチョ2弾からは戦隊魂の発動確定に効果が変更された。
- 過激気

スーパーゲキレッドが持つスペシャルパワー。追加攻撃を与え、DXワザパワーをチャージする。
- 怒臨気（CPU限定）

黒獅子リオと獣人メレが持つスペシャルパワー。追加攻撃を与え、DXワザパワーをダウンさせる。
- 炎神ソウル

DX1弾から実装されたゴーオンジャー関連のキャラが持つスペシャルパワー。次の攻撃の（EX弾以降は必殺技）威力がアップする。
- 武士道

DX1弾から実装されたシンケンジャー関連のキャラが持つスペシャルパワー。受けたダメージの一部を相手に与える。
- 護星天使

第5弾から実装されたゴセイジャー関連のキャラが持つスペシャルパワー。発動すると体力、攻撃（EX弾以降は体力とAP）がアップする。
- 断罪

第5弾から実装されたゴセイナイトが持つスペシャルパワー。発動したラウンドの攻撃権利をゲットできる。EX弾以降は先行時、以降の相手ターンの行動の封印に変更された。
- 海賊の誇り

ゴーカイジャー関連のキャラが持つスペシャルパワー。他のスペシャルパワーがランダムで発動する。ガブリンチョ1弾からは廃止され、ゴーカイチェンジがゴーカイジャー関連のキャラが持つスペシャルパワーへと変更された。
- 特命

ゴーバスターズ関連のキャラが持つスペシャルパワー。相手のアタックポイントを奪う。ガブリンチョ1弾からはロボバトル時AP上昇、EX弾ではEXカードの効果アップに効果が変更された。
- シャットダウン

特命5弾〜6弾のゴーバスターズ関連キャラが持つスペシャルパワー。APがこの能力の所有者×10アップ。更に相手がエンターの場合、メタウイルスの効果を無効化できる。
- パワードカスタム

ゴーバスターズ・パワードカスタムが持つスペシャルパワー。発動すると攻撃、防御、アタックポイントがアップする。
- サポート

一部のビートバスターのみが使用可能なスペシャルパワー。発動ターンの防御力アップ。
- メタウイルス（CPU限定）

敵として登場するエンター専用のスペシャルパワー。スキャンしたカードに応じて様々な効果がランダムで発動する。
- 強き竜の者

キョウリュウジャー関連のキャラが持つスペシャルパワー。発動すると攻撃がアップする。
- アームドオン

ガブリンチョ3弾以降のキョウリュウジャー関連のキャラが持つスペシャルパワー。発動すると個別武器を装着する。
- ブレイブ10

ガブリンチョ6弾のキョウリュウジャー関連のキャラが持つスペシャルパワー。発動するとキョウリュウジャー10人が登場。一斉に攻撃し、相手にダメージを与える。このアイコンを所持するメンバーが多いほどダメージが上昇する。
- 果てなき怒り（CPU限定）

敵として登場する怒りの戦騎ドゴルドが持つスペシャルパワー。発動すると追加攻撃する。
- イマジネーション

トッキュウジャー関連のキャラが持つスペシャルパワー。発動するとリーダーアタックの威力がアップする。
- のりかえ

EX3弾以降のトッキュウジャー関連のキャラが持つスペシャルパワー。のりかえチェンジを行い追加攻撃を行う。基本的に乗り換え先は決まっているが、一部ランダム変身のカードもある。
- 闇のバラ（CPU限定）

敵として登場するシュバルツ将軍が持つスペシャルパワー。相手を弱体化させる。
- 蒸着

ギャバンが持つスペシャルパワー。発動すると攻撃、防御、アタックポイントがアップする。ガブリンチョ1弾からは廃止。
- ボウギョ

ロボスペシャルパワーの1つ。手で防御してダメージを抑える。
- ハンゲキ

ロボスペシャルパワーの1つ。ダメージを受けた後、敵に対し反撃を加える。
- ツイゲキ

ロボスペシャルパワーの1つ。攻撃後連続してもう1回攻撃を加える。
- カイシン

ロボスペシャルパワーの1つ。必殺技の威力が上昇する。
- テンソウルーレット

ゴセイジャー関連のキャラクターをスキャンすることによって発動。スキャン後に開始するルーレットを止める事でゴセイジャーのステータスが上がる。第5弾からは、リーダー時のみに発動するように変更された。DX1弾からは廃止。
- セルラーチャンス

ゴセイナイトをスキャンすることによって発動。スキャン後に開始するルーレットを止めるとランダムで3桁の数値が表示。それに応じてゴセイナイトのステータスが上がる。第5弾からは、リーダー時のみに発動するように変更された。DX1弾からは廃止。
- テンソードチャンス

スーパーゴセイジャー関連のキャラクターをスキャンすることによって発動。ディスクを回転させ、回転数に応じてスーパーゴセイジャーのステータスが上がる。第5弾からは、リーダー時のみに発動するように変更された。DX1弾からは廃止。
- ゴーカイチェンジ

ゴーカイジャー関連のキャラが持つスペシャルパワー。必殺技を使用するとランダムで発動。カードの下のほうのレンジャーキーマークに書いてある歴代戦隊の戦士に変身し、その戦士の必殺技を放つ。
どの戦士に変身するかはカードごとに異なっており、戦士の中には出た時点でカード化されていないものも存在する他、ゴーカイチェンジが発動しないカードもある。
なお、特命1弾よりCPUで登場するゴーカイジャーもこの能力を使用してくる。
- ゴーカイチェンジラッシュ

DX3弾から追加されたゴーカイチェンジの強化版でカードに記されているレンジャーキーマークが複数（2～3人）ある場合、その書かれた戦士に連続してゴーカイチェンジをして攻撃できる。ガブリンチョ1弾からは廃止され、書かれている戦士のいずれかに変身する形に変更。
- スーパー変身

DX5弾のキャンペーンカードの戦士およびロボから追加された能力。必殺技が決まった際、一定確率でそのカードに書かれた強化形態（ロボの場合はスーパー合体形態）に変身し追加攻撃を行うことができる。なお、DX6弾のゴーカイジャーの一部カードはスーパー変身とゴーカイチェンジラッシュを併せ持っている。ガブリンチョ1弾で一旦廃止されたが、ガブリンチョ3弾で復帰し。発動後は追加攻撃以外でも強化形態を保つようになり以降のカードの能力も上がる。
- ゴーカイセルラーチャンス

ゴーカイシルバーが持つスペシャルパワー。リーダー時、スキャン後にルーレットを回し出た目に応じてランダムでヒッサツ・タイリョクが上昇される。ガブリンチョ1弾からは廃止。
- レンジャーキーチャンス

DX4弾から追加されたゴーカイジャー（シルバーおよびゴールドモードのキャラ以外）が持つスペシャルパワー。リーダー時、3つの宝箱から1つを選び、中のレンジャーキーの数や種類に応じて能力値が上昇する。ガブリンチョ1弾からは廃止。
- ゴールドモードチャンス

ゴールドモードが持つスペシャルパワー。リーダー時、アーマーの戦士の顔がランダムに点灯しストップしたときに光っている戦士の顔の数に応じて能力値が上昇する。ガブリンチョ1弾からは廃止。
- バディルーレット

一部のゴーバスターズが使用できる能力でバトル開始前に発生するサクセンフェイズでバディロイドに「コンビアタックサクセン（攻撃力UP。必殺技の際は威力が倍になる）」、「ルーレットかくらんサクセン（レッド（チダ・ニック）はVポイントに変化、ブルー（ゴリサキ・バナナ）はルーレット破壊、イエロー（ウサダ・レタス）はこちらのルーレットを強化し相手のルーレットを弱体化、ビート（スタッグ）はAP＋50）」、「サポートワザサクセン（レッドがバディルーレットの数値強化、ブルーはロボエネルギーMAX、イエローは相手のロボエネルギーが0になる）」の3つの作戦の内どれを使うかを決める。そしてバスターズのルーレットについているバディルーレットのバスターズマークにとまってルーレットバトルに勝つと作戦が使用できる。また、外れてもルーレットの数値が強化される。
なお、特命3弾のカードは作戦が最初から固定されている。ガブリンチョ1弾からはコンビアタックにすべて統一。
コンビアタック
特命3弾のゴーバスターズ以外のレジェンドコンビセレクションカードより追加された能力でコンビルーレットのWに当たればカードで指定されたキャラとのコンビアタックを追加で出せる。当初は同戦隊同士のキャラのみだったが、特命5弾より『VSシリーズ』を髣髴とさせる他戦隊同士の組み合わせのカードが追加された。
ロボコンビアタック
特命4弾のロボコンビセレクションより追加された能力で攻撃ヒット時に仲間のロボが現れコンビアタック攻撃を行う。
- 特命オペレーション

ゴーバスターズをリーダーにしたときに発動。指定された戦士をイチガンバスター（カメラモード）で撮影するミニゲームが始まりゲームクリア時の残り秒数×100ポイント攻撃力が上昇する。ガブリンチョ1弾からは廃止。
- レッツモーフィンチャンス

ビートバスターかスタッグバスターをリーダーにしたとき発動。ディスクを回すことで能力値を上昇できる。ガブリンチョ1弾からは廃止。
- 超れんけい

特命4弾より追加された特殊な連携効果。原作での設定を生かした指定カード同士を組ませると通常の連携効果以上の効果が発生する。ガブリンチョ1弾からは一旦廃止されたが、ガブリンチョ3弾で復帰し、れんけいアタックに変更される。

### レンジャーバトル
トッキュウブラスター(ガブリンチョ6弾まではガブリボルバー)型の銃でルーレットを狙い撃ち、その合計数値が高いほうが先行の攻撃権を得る。なお、前作における必殺技の目はルーレットの最高数値の目が該当する。また、全員必殺技は、新たに登場するDXワザカードという形となり規定ターンになれば使用できるようになった。DX3弾より、DXワザカードの代わりに新たにEXレンジャーカードというカードをスキャンすることも可能となった。このカードは規定ターンになると技の代わりにそのカードに書かれたEXレンジャー（追加戦士）が登場しそのターンに限りEXレンジャーのルーレッドが追加され6人体制でバトルを行える。なお、EXレンジャーカードは通常のレンジャーカードとしても使用可能。なお、合計数値が同じ場合は「どうてんチャージ」なり100～900の数値が振られた専用のルーレットを回し勝ったほうが攻撃権を得る。また勝ったほうのリーダーは出目に関係なく攻撃が必殺技扱いとなる。なお、特命1弾からむずかしい（VS戦隊）とダイバトルに限りCPUキャラもEXレンジャーやDXワザを使用してくる事がある。ちなみに、特命6弾までは、ディスクを回転させるとルーレットが開始され、順番に5人のルーレットを止めていき、その合計数値が高いほうが攻撃可能というシステムだった。

### ロボバトル
＜DX1弾～特命6弾＞
ロボゲージが最大値まで溜めると、ロボバトルを繰り広げることができる。通常とは違ってロボルーレットという巨大なルーレットで勝負する。レンジャーバトルとは違い1度しかルーレットは止めない。ルーレットに勝った方が必殺技を放つことができる。また、DXになってからはこれまでと違い1ラウンドしか戦えなくなった。更にDX2弾よりゲージが片方しかたまっていない場合は続けてレンジャーで戦うかロボに乗るかを選択できるようになりロボに乗った場合はロボルーレットVSレンジャー5人のルーレット合計値での勝負となる。
＜ガブリンチョ1弾～ガブリンチョ6弾＞
3ターン目に発生。ロボのルーレット数値+レンジャー5人のルーレット数値の合計で競う。
＜EX1弾～＞
EXカードにロボを選択していた場合、ゲージ3がたまった次のターンで発生。それ以外はガブリンチョ弾と同じ。なお、CPU戦や2人対戦などで片方だけしかロボを使ってこない場合、ロボを未スキャンの方は能力が低いロボットが貸し出される。

## 登場作品、バージョンアップ履歴

### 第1期

#### 第1弾
2010年3月4日稼動開始。「なりきりゴセイジャーキャンペーン」実施。
- 秘密戦隊ゴレンジャー
  - アカレンジャー
- 太陽戦隊サンバルカン
  - バルパンサー
- 電撃戦隊チェンジマン
  - チェンジフェニックス
- 忍風戦隊ハリケンジャー
  - ハリケンブルー
- 特捜戦隊デカレンジャー
  - デカグリーン
- 炎神戦隊ゴーオンジャー
- 侍戦隊シンケンジャー
- 天装戦隊ゴセイジャー（第6弾ではダイバトルチームとして登場）

#### 第2弾
2010年4月22日から稼動。
- 秘密戦隊ゴレンジャー
  - キレンジャー(DX2弾ではダイバトルチームの一員として登場）
  - ミドレンジャー
- 太陽戦隊サンバルカン
  - バルイーグル
- 電撃戦隊チェンジマン
  - チェンジグリフォン
  - チェンジマーメイド
- 恐竜戦隊ジュウレンジャー
  - タイガーレンジャー
- 百獣戦隊ガオレンジャー（DX1弾ではダイバトルチームとして登場）
  - ガオブラック（DX2弾ではダイバトルチームの一員として登場）
- 忍風戦隊ハリケンジャー
  - ハリケンイエロー
  - カブトライジャー
- 特捜戦隊デカレンジャー
  - デカレッド
  - デカイエロー
- 炎神戦隊ゴーオンジャー
  - ゴーオンシルバー
- 侍戦隊シンケンジャー
  - シンケンゴールド

#### 第3弾
2010年6月17日から稼働。
- 秘密戦隊ゴレンジャー
  - アオレンジャー
  - モモレンジャー
- 太陽戦隊サンバルカン
  - バルシャーク
- 電撃戦隊チェンジマン
  - チェンジドラゴン（ダイバトルのみ）
- 恐竜戦隊ジュウレンジャー
  - ドラゴンレンジャー（特命1弾ではふつうモードのてきバトルの相手としても登場）
- 電磁戦隊メガレンジャー
- 救急戦隊ゴーゴーファイブ
- 百獣戦隊ガオレンジャー
  - ガオホワイト
  - ガオレッド（ダイバトルのみ）
- 忍風戦隊ハリケンジャー
  - クワガライジャー
  - ハリケンレッド（ダイバトルのみ）
- 特捜戦隊デカレンジャー
  - デカピンク
- 炎神戦隊ゴーオンジャー
  - ゴーオンゴールド
- 侍戦隊シンケンジャー
  - シンケンレッド（薫）
  - スーパーシンケンレッド（ダイバトルのみ。第4弾およびDX4弾でもダイバトルメンバーとして登場）
- 天装戦隊ゴセイジャー
  - ゴセイナイト

#### 第4弾
2010年8月5日から稼働。「ひみつわざカードキャンペーン」が実施。
- 電子戦隊デンジマン
  - デンジグリーン（第4弾、第5弾ダイバトルのみ）
- 電撃戦隊チェンジマン
  - チェンジドラゴン
  - チェンジペガサス
- 超獣戦隊ライブマン
  - イエローライオン（第4弾ダイバトル、第5弾ふつうモードCPU戦のみ）
  - ブラックバイソン（第4弾ダイバトル、第6弾かんたんモードCPU戦、DX2弾ダイバトル、DX3弾ダイバトルのみ）
- 恐竜戦隊ジュウレンジャー
  - マンモスレンジャー
- 百獣戦隊ガオレンジャー
  - ガオレッド
  - ガオイエロー
  - ガオブルー
- 忍風戦隊ハリケンジャー
  - ハリケンレッド
- 特捜戦隊デカレンジャー
  - デカブルー
- 侍戦隊シンケンジャー
  - スーパーシンケンレッド
- 天装戦隊ゴセイジャー
  - スーパーゴセイレッド（DX4弾ではダイバトルチームの一員として登場）
  - スーパーゴセイピンク
  - スーパーゴセイブラック
  - スーパーゴセイイエロー
  - スーパーゴセイブルー

#### 第5弾
2010年10月7日から稼動。
- 電子戦隊デンジマン[注 23]
  - デンジレッド（ダイバトルのみ）
  - デンジブルー（ダイバトルのみ）
  - デンジイエロー（ダイバトルのみ、DX2弾でもダイバトルチームの一員として登場）
  - デンジピンク（ダイバトルのみ）
- 超獣戦隊ライブマン
  - レッドファルコン（DX3弾ダイバトルリーダー、DX5弾でもダイバトルチームの一員として登場）
  - ブルードルフィン（よわいモードCPU戦のみ）
- 特捜戦隊デカレンジャー
  - デカレッド・スワットモード（DX4弾ではダイバトルチームの一員として登場）
  - デカブルー・スワットモード
  - デカグリーン・スワットモード
  - デカイエロー・スワットモード
  - デカピンク・スワットモード
- 侍戦隊シンケンジャー
  - スーパーシンケンブルー
  - スーパーシンケンピンク
  - スーパーシンケングリーン
  - スーパーシンケンイエロー
- 宇宙虐滅軍団ウォースター（天装戦隊ゴセイジャー）
  - 魔虫兵ビービ（かんたんモードCPU戦のみ）
  - 彗星のブレドラン（ふつうモードCPU戦のみ）

#### 第6弾
2010年12月16日から稼働。「ゴセイジャー劇中プロップカード祭」実施。
- 電子戦隊デンジマン
- 超獣戦隊ライブマン
  - イエローライオン
  - ブルードルフィン
- 超力戦隊オーレンジャー
- 激走戦隊カーレンジャー
- 地球犠獄集団「幽魔獣」（天装戦隊ゴセイジャー） 
  - チュパカブラの武レドラン（ふつうモードCPU戦のみ）
- 海賊戦隊ゴーカイジャー
  - ゴーカイレッド（プロモーションカードのみ）
  - ゴーカイブルー（プロモーションカードのみ）
  - ゴーカイグリーン（プロモーションカードのみ）

### 第2期
『海賊戦隊ゴーカイジャー』開始に伴い、『ダイスオーDX』としてリニューアル。

#### DX1弾
2011年2月11日から稼働。
- 特捜戦隊デカレンジャー
  - デカブレイク
- 魔法戦隊マジレンジャー
- 地底冥府インフェルシア（魔法戦隊マジレンジャー）
  - 魔導騎士ウルザード（ふつうモードCPU戦のみ）[注 24]
- 侍戦隊シンケンジャー
  - スーパーシンケンゴールド
- 救星主のブラジラ（むずかしいモードCPU戦のみ。DX3弾ではダークゴセイナイトとペアで再登場しDX4弾以降はダークゴセイナイトと外道シンケンレッドを引き連れ再度リーダーとして登場）
- 海賊戦隊ゴーカイジャー
  - ゴーカイイエロー
  - ゴーカイピンク

#### DX2弾
2011年4月14日から稼働。
- 恐竜戦隊ジュウレンジャー
  - ティラノレンジャー
- 百獣戦隊ガオレンジャー
  - ガオシルバー
- 魔法戦隊マジレンジャー
  - マジグリーン（マッスル）（DX2弾ダイバトルチームリーダー）[注 25]
  - ウルザードファイヤー
- 侍戦隊シンケンジャー
  - 外道シンケンレッド（つよいモードCPU戦。DX3弾ではふつうモードに登場）

#### DX3弾
2011年6月9日から稼動。「最強助っ人キャンペーン」実施。
- 恐竜戦隊ジュウレンジャー
  - トリケラレンジャー
  - プテラレンジャー
- 忍風戦隊ハリケンジャー
  - シュリケンジャー
- 魔法戦隊マジレンジャー
  - マジシャイン
- 獣拳戦隊ゲキレンジャー[注 26]
- 天装戦隊ゴセイジャー
  - グランディオンヘッダーのダークゴセイナイト（つよいモードCPU戦のみ）
- 海賊戦隊ゴーカイジャー
  - ゴーカイシルバー
- 宇宙帝国ザンギャック（海賊戦隊ゴーカイジャー）
  - 兵隊ゴーミン（かんたんモードCPU戦のみ）

#### DX4弾
2011年8月4日から稼動。「パワーアップロボセレクション」実施。
- 超獣戦隊ライブマン
  - ブラックバイソン
  - グリーンサイ
- 恐竜戦隊ジュウレンジャー
  - アームドティラノレンジャー（ダイバトルの一員としても登場）
- 忍者戦隊カクレンジャー[注 27]
- 忍風戦隊ハリケンジャー
  - シュリケンジャー ファイヤーモード（ダイバトルチームリーダー）
- 海賊戦隊ゴーカイジャー
  - ゴーカイレッド ゴールドモード
  - ゴーカイシルバー ゴールドモード

#### DX5弾
2011年10月13日から稼動。
- ジャッカー電撃隊
  - スペードエース
  - ダイヤジャック
  - ハートクイーン
  - クローバーキング
  - ビックワン（ダイバトルのみ）
- 星獣戦隊ギンガマン
- 特捜戦隊デカレンジャー
  - デカレッドバトライザー（スーパーチェンジカード及びむずかしいバトルのみ）
  - デカマスター
- 魔法戦隊マジレンジャー
  - レジェンドマジレッド
  - レジェンドマジイエロー
  - レジェンドマジブルー
  - レジェンドマジピンク
  - レジェンドマジグリーン
- 炎神戦隊ゴーオンジャー
  - ハイパーゴーオンレッド（スーパーチェンジカードのみ）
- 侍戦隊シンケンジャー
  - ハイパーシンケンレッド（スーパーチェンジカード及びむずかしいバトルのみ）
- 海賊戦隊ゴーカイジャー
  - ゴーカイブルー ゴールドモード[注 28]
  - ゴーカイイエロー ゴールドモード[注 28]
  - ゴーカイグリーン ゴールドモード[注 28]
  - ゴーカイピンク ゴールドモード[注 28]

#### DX6弾
2011年12月15日から稼動。「DXワザコンプリートチャンス」実施。
- ジャッカー電撃隊
  - ビッグワン
- 五星戦隊ダイレンジャー
- 超力戦隊オーレンジャー
  - キングレンジャー
- 特捜戦隊デカレンジャー
  - デカレッドバトライザー
- 炎神戦隊ゴーオンジャー
  - ハイパーゴーオンレッド
- 侍戦隊シンケンジャー
  - ハイパーシンケンレッド
  - ハイパーシンケングリーン（スーパーチェンジのみ）
- 海賊戦隊ゴーカイジャー
  - アカレッド（ダイバトルチームリーダー）

### 第3期
『特命戦隊ゴーバスターズ』の放送開始に伴うリニューアル。

#### 特命1弾
2012年2月23日から稼動。「ターゲットホロキャンペーン」実施。
- 轟轟戦隊ボウケンジャー
  - ボウケンシルバー（ダイバトルのみ）
- 特命戦隊ゴーバスターズ
- 宇宙刑事ギャバン（プロモーションカード）

#### 特命2弾
2012年4月26日稼動から稼働。
- 爆竜戦隊アバレンジャー
  - アバレッド
  - アバレブルー
  - アバレイエロー
  - アバレブラック（ダイバトルのみ）
- 轟轟戦隊ボウケンジャー
  - ボウケンシルバー
- 侍戦隊シンケンジャー
  - スーパーシンケンレッド（薫）
  - ハイパーシンケングリーン
- 仮面ライダーオーズ/OOO
  - 仮面ライダーオーズタジャドルコンボ（プロモーションカード、ゴーカイレッドのゴーカイチェンジ限定）

#### 特命3弾
2012年6月14日から稼動。「レジェンドコンビセレクション」実施。
- 科学戦隊ダイナマン
- 爆竜戦隊アバレンジャー
  - アバレブラック
  - アバレキラー（ダイバトルのみ）
- 轟轟戦隊ボウケンジャー
  - 大剣人ズバーン（レジェンドコンビサクセンのみ）
- 特命戦隊ゴーバスターズ
  - ビートバスター
  - スタッグバスター
- 宇宙海賊（海賊戦隊ゴーカイジャー）
  - バスコ・タ・ジョロキア(完全体)（CPU戦のみ）
- ヴァグラス（特命戦隊ゴーバスターズ）
  - ヴァグラス戦闘員バグラー（CPU戦のみ）

#### 特命4弾
2012年8月9日から稼動。「ロボコンビセレクション」実施。
- 超新星フラッシュマン
- 爆竜戦隊アバレンジャー
  - アバレキラー
- 五星戦隊ダイレンジャー
  - キバレンジャー（ダイバトルのみ）
- 轟轟戦隊ボウケンジャー
  - 大剣人ズバーン

#### 特命5弾
2012年10月11日から稼働。
- 鳥人戦隊ジェットマン[注 29]
- 五星戦隊ダイレンジャー
  - キバレンジャー
- 電磁戦隊メガレンジャー
  - メガシルバー
- 特命戦隊ゴーバスターズ
  - レッドバスターパワードカスタム（プロモーションカードのみ）
  - ブルーバスターパワードカスタム（プロモーションカードのみ）
  - イエローバスターパワードカスタム（プロモーションカードのみ）
- ヴァグラス（特命戦隊ゴーバスターズ）
  - エンター（CPU専用）
  - バグゾード（CPU専用）

#### 特命6弾
2012年12月13日から稼働。
- 未来戦隊タイムレンジャー
- 特命戦隊ゴーバスターズ
  - レッドバスターパワードカスタム
  - ブルーバスターパワードカスタム
  - イエローバスターパワードカスタム

### 第4期
『獣電戦隊キョウリュウジャー』の放送開始に伴うリニューアル。中央のディスクがガブリボルバー型コントローラーに変更され、獣電池と連動する筐体になった。

#### ガブリンチョ1弾
2013年3月14日から稼動。「ガブットホロキャンペーン」実施。
- 獣拳戦隊ゲキレンジャー
  - 獣人メレ（むずかしいバトルのみ）
- 獣電戦隊キョウリュウジャー
- デーボス軍（獣電戦隊キョウリュウジャー） 
  - ゾーリ魔（CPU専用）
- 仮面ライダーウィザード
  - 仮面ライダーウィザード フレイムスタイル（プロモーションカード・キョウリュウレッドの必殺技演出限定）
- 宇宙刑事ギャバン THE MOVIE
  - ギャバンtypeG（プロモーションカード・キョウリュウレッドの必殺技演出限定）

#### ガブリンチョ2弾
2013年5月16日から稼動。
- 光戦隊マスクマン
- 獣拳戦隊ゲキレンジャー
  - スーパーゲキレッド
  - 黒獅子リオ（むずかしいバトルのみ）
- 獣電戦隊キョウリュウジャー
  - キョウリュウゴールド

#### ガブリンチョ3弾
2013年7月11日から稼動。
- 超電子バイオマン
- デーボス軍（獣電戦隊キョウリュウジャー） 
  - 怒りの戦騎ドゴルド（CPU専用）
  - プテライデンオー・デーボスインモード（CPU専用）
- 獣電戦隊キョウリュウジャー
  - キョウリュウレッド・カーニバル（プロモーションカードのみ）
- バトルフィーバーJ（ダイバトルのみ）

#### ガブリンチョ4弾
2013年9月5日から稼動。「ブレイブチェンジキャンペーン」実施。
- バトルフィーバーJ
- 獣電戦隊キョウリュウジャー
  - キョウリュウレッド・カーニバル

#### ガブリンチョ5弾
2013年10月31日から稼動。「恐竜大集合キャンペーン」実施。

#### ガブリンチョ6弾
2013年12月19日から稼動。「10人の勇者キャンペーン」実施。
- 獣電戦隊キョウリュウジャー
  - キョウリュウシアン
  - キョウリュウグレー
  - キョウリュウバイオレット
  - キョウリュウシルバー
- 烈車戦隊トッキュウジャー（プロモーションカードのみ）[注 30]

### 第5期
『烈車戦隊トッキュウジャー』の放送開始に伴うリニューアル。中央のコントローラーがトッキュウブラスター型に変更され、玩具との連動は廃止された。また実況アナウンスが、『トッキュウジャー』のチケット役の声優を務めている山口勝平に変わった。

#### EX1弾
2014年2月20日から稼動。「リーダースキルキャンペーン」実施。
- 獣電戦隊キョウリュウジャー
  - キョウリュウシアン（優子）
  - キョウリュウバイオレット（ドクター）
- 高速戦隊ターボレンジャー（ダイバトルのみ）
- シャドーライン（烈車戦隊トッキュウジャー） 
  - クローズ（CPU専用）

#### EX2弾
2014年4月17日から稼動。「トッキュウアタックキャンペーン」実施。
- 高速戦隊ターボレンジャー

#### EX3弾
2014年6月12日から稼動。「のりかえイタシマースキャンペーン」実施。
- 烈車戦隊トッキュウジャー
  - トッキュウ6号
- 地球戦隊ファイブマン（ダイバトルのみ）
- シャドーライン（烈車戦隊トッキュウジャー） 
  - シュバルツ将軍（CPU専用）
  - クライナーロボ（CPU専用）

#### EX4弾
2014年8月7日から稼動。「全38スーパー戦隊大集結キャンペーン」実施。
- 地球戦隊ファイブマン
- 大戦隊ゴーグルファイブ（ダイバトルのみ）

#### EX5弾
2014年11月20日から稼動。「全38スーパー戦隊大集結キャンペーン」実施。
この弾をもって稼働終了。
- 烈車戦隊トッキュウジャー
  - ハイパートッキュウ1号
- 大戦隊ゴーグルファイブ

## 登場ロボ一覧
- 秘密戦隊ゴレンジャー
  - バリブルーン（初登場の特命4弾ではロボコンビセレクションのみで正規登場はガブリンチョ2弾から）
  - バリドリーン
- バトルフィーバーJ
  - バトルフィーバーロボ
- 電子戦隊デンジマン
  - ダイデンジン
- 太陽戦隊サンバルカン
  - サンバルカンロボ（第5弾ではダイバトルのデンジマンが搭乗）
- 電撃戦隊チェンジマン
  - チェンジロボ（初登場の第5弾ではふつうモードCPU戦のみで正規登場は第6弾から。またDX3弾でダイバトルチームのライブマンが使用）
- 恐竜戦隊ジュウレンジャー
  - 大獣神
- 電磁戦隊メガレンジャー
  - ギャラクシーメガ
- 救急戦隊ゴーゴーファイブ
  - ビクトリーロボ
- 百獣戦隊ガオレンジャー
  - ガオキング（初登場のDX1弾ではダイバトルチーム専用機のみで正規登場はDX2弾から。また、DX5弾のダイバトルチームも使用）
- 忍風戦隊ハリケンジャー
  - 旋風神（初登場の第3弾ではダイバトルチーム専用機のみで正規登場は第4弾から）
- 特捜戦隊デカレンジャー
  - デカレンジャーロボ
- 魔法戦隊マジレンジャー
  - トラベリオン
- 轟轟戦隊ボウケンジャー
  - 大剣人ズバーン（特命4弾敵バトルのロボバトルのみで正規登場はガブリンチョ3弾から）
- 炎神戦隊ゴーオンジャー
  - エンジンオー
  - エンジンオーG12（初登場のDX5弾ではスーパーチェンジカードのみで正規登場はDX6弾から）
- 侍戦隊シンケンジャー
  - シンケンオー
  - カブトシンケンオー
  - カジキシンケンオー
  - トラシンケンオー
  - テンクウシンケンオー
  - ダイゴヨウ
  - サムライハオー（初登場の第4弾ではダイバトルチーム専用機のみで正規登場は第5弾から。またDX2弾でもダイバトルチームが使用）
  - キョウリュウサムライハオー
- 天装戦隊ゴセイジャー
  - ゴセイグレート
  - シーイックゴセイグレート
  - ランディックゴセイグレート
  - エキゾチックゴセイグレート
  - スカイックゴセイグレート
  - データス（第6弾ではダイバトルのゴセイジャーが搭乗）
  - データスハイパー
  - ハイパーゴセイグレート
  - ミスティックゴセイグレート
  - ミスティックデータスハイパー
  - ゴセイグランド
  - グランドゴセイグレート
  - ワンダーゴセイグレート
  - ゴセイアルティメット（DX4弾のダイバトルチーム搭乗機）
- 海賊戦隊ゴーカイジャー
  - ゴーカイオー
  - マジゴーカイオー
  - マジドラゴン
  - ガオゴーカイオー
  - 豪獣レックス
  - 豪獣神（特命1弾のダイバトルチーム搭乗機）
  - 豪獣ゴーカイオー
  - マッハルコン
  - ゴーオンゴーカイオー
  - カンゼンゴーカイオー
- 特命戦隊ゴーバスターズ
  - ゴーバスターエース
  - ゴーバスターオー
  - ゴーバスタービート
  - バスターヘラクレス
  - グレートゴーバスター
  - ゴーバスターキング
- 獣電戦隊キョウリュウジャー 
  - キョウリュウジン
  - プテライデンオー
- 烈車戦隊トッキュウジャー 
  - トッキュウオー
  - 超トッキュウオー

## 声の出演
- トッキュウ1号（EX3弾から） - 志尊淳[注 31]
- トッキュウ2号（EX3弾から） - 平牧仁[注 31]
- トッキュウ3号（EX3弾から） - 梨里杏[注 31]
- トッキュウ4号（EX3弾から） - 横浜流星[注 31]
- トッキュウ5号（EX3弾から） - 森高愛[注 31]
- チケット、トッキュウジャー各種アナウンス&アイテム音声、実況アナウンス（EX1弾～EX5弾） - 山口勝平
- シュバルツ将軍 - 壤晴彦
- キョウリュウレッド - 竜星涼
- キョウリュウブラック - 斉藤秀翼
- キョウリュウブルー - 金城大和
- キョウリュウグリーン - 塩野瑛久
- キョウリュウピンク - 今野鮎莉
- キョウリュウゴールド（ガブリンチョ3弾から） - 丸山敦史[注 32]
- キョウリュウシアン - ロバート・ボールドウィン
- キョウリュウシアン（優子） - 木下あゆ美[注 33]
- キョウリュウグレー - 出合正幸[注 34]
- キョウリュウバイオレット - 飯豊まりえ
- キョウリュウバイオレット（ドクター）、キョウリュウジャー各種アイテム音声 - 千葉繁
- キョウリュウシルバー - 森川智之
- 怒りの戦騎ドゴルド - 鶴岡聡
- 仮面ライダーウィザード - 白石隼也
- レッドバスター - 鈴木勝大
- ブルーバスター - 馬場良馬
- イエローバスター - 小宮有紗
- ビートバスター（特命5弾から） - 松本寛也[注 35]
- スタッグバスター（特命5弾から） - 中村悠一[注 36]
- チダ・ニック - 藤原啓治
- ゴリサキ・バナナ、実況アナウンス（第1弾～ガブリンチョ6弾） - 玄田哲章
- ウサダ・レタス - 鈴木達央
- ライオブラスター音声 - 水木一郎
- エンター - 陳内将
- ゴーカイレッド（DX1弾から） - 小澤亮太[注 37]
- ゴーカイブルー（DX1弾から） - 山田裕貴[注 37]
- ゴーカイイエロー（DX1弾から） - 市道真央[注 37]
- ゴーカイグリーン（DX1弾から） - 清水一希[注 37]
- ゴーカイピンク（DX1弾から） - 小池唯[注 37]
- ゴーカイシルバー（DX5弾から） - 池田純矢[注 38]
- ゴーカイジャー各種アイテム音声 - 関智一
- バスコ・タ・ジョロキア - 細貝圭
- ゴセイレッド - 千葉雄大
- ゴセイピンク - さとう里香
- ゴセイブラック - 浜尾京介
- ゴセイイエロー - にわみきほ
- ゴセイブルー - 小野健斗
- ゴセイナイト（第5弾から） - 小西克幸[注 39]
- データス / データスハイパー - 宮田幸季
- テンソウダー音声 - 沢木郁也
- 彗星のブレドラン / チュパカブラの武レドラン / 救星主のブラジラ - 飛田展男
- シンケンレッド - 松坂桃李
- シンケンブルー - 相葉弘樹
- シンケンピンク - 高梨臨
- シンケングリーン - 鈴木勝吾
- シンケンイエロー - 森田涼花
- シンケンゴールド - 相馬圭祐
- ダイゴヨウ - 遠近孝一
- 大剣人ズバーン - 堀秀行
- 天空勇者ウルザードファイヤー / 魔導騎士ウルザード - 磯部勉
- デカマスター、ダイヤジャック[1] - 稲田徹
- シュリケンジャー - 松野太紀
- 白虎真剣 - 阿部渡

## 必殺技
一部のキャラクターには原典に登場しないゲームオリジナルの必殺技を持つ。

## キャンペーン・イベント
『ガンバライドクエスト』
入場者に「P-001 シンケンレッド」とガンバライドカードとの2種セットを配布。
次世代ワールドホビーフェア'10Winter
来場者に「P-001 シンケンレッド」とガンバライドと大怪獣バトルNEOとたまごっちのカードとの4種セットを配布。
『スーパー戦隊シリーズ 天装戦隊ゴセイジャー 特別プレミア発表会』
入場者に「P-002 ゴセイレッド」と『天装戦隊ゴセイジャー』の番組ポスターのセットを配布。
『侍戦隊シンケンジャーVSゴーオンジャー 銀幕BANG!!』
入場者先着40万人に「P-003 シンケンレッド」を配布。
『なりきりゴセイジャーキャンペーン』
第1弾の中にあたりカードがあり、公式サイトでカードに記載されたシリアルナンバーを入力すると、テンソウダー型カードケースがもれなく全員に、Wチャンスで自分の写真が入ったレンジャーカードが抽選で15000名様にあたる。データは1-003、1-006、1-009、1-012、1-015と同じ。締切は2010年6月1日（当初は5月25日までの予定）
ダイスオー チャレンジカップ・スプリングシーズン
4月12日より各地で開催される大会。参加賞には「P-023 ゴセイレッド」が、優勝・準優勝者には「ダイスオージャ認定証」が送られる。
『天装戦隊ゴセイジャーショー』
4月29日より東京ドームシティ内シアターGロッソにて入場者（小学生以下、先着7000名）特典として「P-002 ゴセイレッド」が配布された。また、7月17日からの第2弾では「P-034 ゴセイナイト」（先着50000名）が配布された。
『DXデータスハイパー購入者特典ゴセイカード（ダイスオーカード）キャンペーン』
ゴセイヘッダーシリーズ DXデータスハイパーをキャンペーン実施店舗で購入者に、「T-035 データスハイパー」がもらえる。スーパー戦隊トイパーク内のキャンペーンサイト
次世代ワールドホビーフェア'10Summer
来場者に「P-023 ゴセイレッド」を配布。
『天装戦隊ゴセイジャー エピックON THEムービー』公開記念 カードバトル試写会
エントリーバトル
2010年7月3日、4日に全国量販店およびアミューズメントで行われたイベントでの参加賞に「P-033 ゴセイグランド」が贈られた。
エキシビジョンバトル
2010年7月31日-8月2日まで5会場で試写会の後で行われたイベント。
『天装戦隊ゴセイジャー エピックON THEムービー』公開記念くら寿司キャンペーン
2010年7月16日～7月22日に、お支払い2000円以上で先着250000名に「P-036 ゴセイレッド」がもらえる。また、同年8月12日～8月18日に、お支払い2000円以上で先着280000名に「P-052 ゴセイナイト」がもらえる。
ダイスオー チャレンジカップ・サマーシーズン
7月17日より各地で開催される大会。参加賞には「P-023 ゴセイレッド」が、優勝・準優勝者には「ダイスオージャ認定証」が贈られる。
『ガンバライド&ダイスオー ヒーローカードクエスト札幌大会』
入場者に「P-035 ゴセイナイト」とガンバライドカードの2種セットを配布。
『スーパー戦隊フェスティバル2010』
入場者に「P-035 ゴセイナイト」を配布。
『天装戦隊ゴセイジャー エピックON THEムービー』
入場者特典に「P-045 ワンダーゴセイグレート（ビクトリーチャージ）」とガンバライドカードの2種セットの配布。3D版の入場者特典では、上記の2種カードと「とびだす！ヒーローカード！！」を配布。
ダイスオー チャレンジカップ・オータムシーズン
10月9日より各地で開催される大会。参加賞には「P-035 ゴセイナイト」が、優勝・準優勝者には「ダイスオージャ認定証」が贈られる。
ダイスオー チャレンジカップ・ウインターシーズン
12月18日より各地で開催される大会。参加賞には「T-042 ワンダーゴセイグレート」が、優勝・準優勝者には「ダイスオージャ認定証」が贈られる。
『ガンバライドクエスト』『テレビキャラクター夢ドーム』
入場者に「P-059 スーパーゴセイレッド」とガンバライドカードの2種セットを配布。
『天装戦隊ゴセイジャーVSシンケンジャー エピックon銀幕』
入場者に「P-066 ゴセイレッド」と「DX.P-002 ゴーカイレッド」を配布。
『スーパー戦隊シリーズ 海賊戦隊ゴーカイジャー プレミア発表会』
入場者に「DX.P-001 ゴーカイレッド」と『海賊戦隊ゴーカイジャー』番組ポスターを配布。
コジマ お宝ゲットキャンペーン
500円以上でお買い上げで「DX-P-044 ゴーカイレッド」「DX.P-045 ゴーカイレッド」「DX.P-046 ゴーカイオー」のいずれかを配布。
W HERO ANNIVERSARY キャンペーン
全国のレンタル店でスーパー戦隊TV作品（劇場版やヒーロークラブも含む）のレンタルDVDを借りてスタンプカードを4つ集めると「DX.P-064 ゴーカイレッド」が配布された。
『ゴーカイジャー ゴセイジャー スーパー戦隊199ヒーロー大決戦』
入場者に「DX.P-067 レジェンドアタック」を配布。
『海賊戦隊ゴーカイジャー THE MOVIE 空飛ぶ幽霊船』
入場者に「DX.P-070 ゴーカイシルバー」を配布。
『仮面ライダー×スーパー戦隊クエスト』『次世代ワールドホビーフェア'12』
入場者に「DX.P-124 ゴーカイレッド」とガンバライドカードの2種セットを配布。
『海賊戦隊ゴーカイジャーVS宇宙刑事ギャバン THE MOVIE 』
入場者に「DX.P-125 ギャバン」を配布。
『仮面ライダー×スーパー戦隊 スーパーヒーロー大戦』
入場者に「トクメイ.P-027 ゴーカイレッド」を配布。
『特命戦隊ゴーバスターズ THE MOVIE 東京エネタワーを守れ!』
入場者に「トクメイ.P-054 レッドバスター」を配布。
『仮面ライダー×スーパー戦隊 ヒーロークエスト2013』『テレビキャラクター夢ドーム』
入場者に「トクメイ.P-077 ゴーバスターキング」とガンバライドカードの2種セットを配布。
『特命戦隊ゴーバスターズVS海賊戦隊ゴーカイジャー THE MOVIE』
入場者に「トクメイ.P-078 ゴーバスターズ シャッフルカード」を配布。
『仮面ライダー×スーパー戦隊×宇宙刑事 スーパーヒーロー大戦Z』
入場者に「GB.P-029 キョウリュウレッド」を配布。
『劇場版 獣電戦隊キョウリュウジャー ガブリンチョ・オブ・ミュージック 』
入場者に「GB.P-050 キョウリュウレッド ガブルアームド・オン」を配布。
『Wヒーロー夏祭り2013』『Wヒーローフェスティバル』
入場者に「GB.P-055 キョウリュウレッド アームドオン」とガンバライドカードの2種セットを配布。
『獣電戦隊キョウリュウジャーVSゴーバスターズ 恐竜大決戦! さらば永遠の友よ』
入場者に「GB.P-073 トッキュウ1号」を配布。
『Wヒーローウインターカーニバル2014』
入場者に「GB.P-075 キョウリュウシルバー」とガンバライジングカードの2種セットを配布。
『烈車戦隊トッキュウジャー THE MOVIE ギャラクシーラインSOS』
入場者に「EX.P-054 トッキュウ6号」とガンバライジングカードの2種セットを配布。
『Wヒーロー夏祭り2014』『3大特撮ヒーローフェスティバル』
入場者に「EX.P-055 トッキュウ1号」とガンバライジングカードの2種セット を配布。

## 関連商品

### 玩具
バンダイから発売の商品でダイスオーカード（ゴセイカード）が付属。
- 戦隊ヒーローシリーズ（初回生産分のみ。T-002、T-003、T-004、T-005、T-015、T-031、T-043、T-044、T-045がそれぞれ付属）
- ゴセイパワー解放器 テンソウダー（T-001&T-006&T-010&T-012&T-014が付属）
- ゴセイカードバックル（T-007&T-009&T-011が付属）
- ゴセイヘッダーシリーズ ゴセイブラスター（「T-008 ドラゴンヘッダー」付属）
- ゴセイヘッダーシリーズ 天装合体DXゴセイグレート（「T-013 ビクトリーチャージ(ゴセイグレート)」付属）
- スーパー戦隊バトル ダイスオー オフィシャルバインダー（「T-025 ゴセイレッド」付属）
- スカイバスターセット（T-016&T-017が付属）
- ランドシーバスターセット（T-018～T-020が付属）
- ゴセイヘッダーシリーズ シーイックブラザーセット（「T-021 シーイックブラザー」付属）
- ゴセイヘッダーシリーズ ランディックブラザーセット（「T-022 ランディックブラザー」付属）
- ゴセイヘッダーシリーズ スカイックブラザーセット（「T-023 スカイイックブラザー」付属）
- ゴセイヘッダーシリーズ ゴセイマイク（「T-024 スカイダイナミック(ゴセイレッド)」付属）
- ゴセイヘッダーシリーズ DXデータスハイパー（T-026&T-027が付属）
- ゴセイヘッダーシリーズ ミスティックブラザーセット（「T-028 ミスティックブラザー」付属）
- ナイトパワー解放器 レオンセルラー（T-029&T-030&T-032が付属）
- ゴセイヘッダーシリーズ ナイトレイザー（「T-033 ナイトダイナミック(ゴセイナイト)」付属）
- ゴセイヘッダーシリーズ 天装合体DXゴセイグランド（「T-034 ビクトリーチャージ(ゴセイグランド)」付属）
- スーパー戦隊バトル ダイスオー オフィシャルバインダー-降臨、ゴセイナイト-（「T-046 ゴセイナイト」付属）
- ゴセイヘッダーシリーズ ゴセイワンダー（「T-036 ゴセイワンダー」付属）
- ゴセイヘッダーシリーズ ゴセイテンソード（「T-037 ミラクルゴセイパワー(スーパーゴセイレッド)」付属。さらに、初回生産分のみT-038～T-041も付属する）
- ゴセイヘッダーシリーズ 天装合体DXゴセイアルティメット（「T-047 アルティメットチャージ(ゴセイアルティメット)」付属）
- スーパー戦隊バトル ダイスオー オフィシャルバインダー-激突！スーパーヒーロー-（「T-048 ゴセイアルティメット」付属）
- スーパー戦隊バトル ダイスオーDX オフィシャルバインダー（「DX.P-031 ゴーカイオー」付属）

### 菓子
- スーパー戦隊カードビスケット（発売元:東ハト、販売元:バンダイ、カード1枚[P-012～P-021がランダムで封入]付属）
- ゴセイジャー ハイパーアイテム（バンダイ、『カード装填！ゴセイジャーカードバックル』に「P-026 ゴセイレッド」付属）

### CD DVD
- 『天装戦隊ゴセイジャー/ガッチャ☆ゴセイジャー』主題歌シングル
  - 初回限定にカードが付属（P-005 ゴセイレッド。テンソウダーとゲームが連動）。発売はコロムビアミュージックエンタテインメント。
- 『天装戦隊ゴセイジャー』TVシリーズDVD（発売：東映ビデオ）
  - 初回封入特典に復刻のダイスオーカード（ゴセイカード）が付属。
- 『天装戦隊ゴセイジャーVSシンケンジャー エピック ON 銀幕』（同上）
  - 初回封入特典に「スーパーシンケンゴールド」「ゴセイレッド」「シンケンレッド」を付属。
- 『海賊戦隊ゴーカイジャー オリジナルアルバム お宝サウンドボックス1』
  - 初回限定にカードが付属（DXP-043 ゴーカイレッド）。発売は日本コロムビア。
- 『バスターズ レディーゴー!/キズナ〜ゴーバスターズ!』主題歌シングル
  - 初回限定にカードが付属（トクメイP-001 レッドバスター）。発売は日本コロムビア。

### 書籍
- スーパー戦隊バトル ダイスオーファンブック（小学館刊行、てれびくん増刊号）
  - Vol.1「P-004 ゴセイブラック」カード付き。
  - Vol.2「P-027 ゴセイレッド」カード付き。
  - Vol.3「P-029 ゴセイグランド」カード付き。
  - Vol.4「P-039 スーパーゴセイブルー」&「P-040 ゴセイワンダー」カード付き。
  - Vol.5「P-058 スーパーゴセイブラック」カード付き。
  - 001号「DX.P-047 ゴーカイレッド」カード付き。
  - 002号「DX.P-104 ゴーカイレッド ゴールドモード」&「DX.P-105 マジグリーン（マッスル）」カード付き。
  - 003号「DX.P-122 ゴーカイレッド」カード付き。
  - 春の特命号「トクメイP-044 レッドバスター」カード付き。
  - 夏の特命号「トクメイP-055 ビートバスター」&「トクメイP-056 スタッグバスター」カード付き。
  - 冬の特命号「トクメイP-076 レッドバスター」カード付き。
  - ガブリンチョ1号「GB.P-032 キョウリュウゴールド」カード&獣電池ザクトル（クリアラメVer.）付き。
  - ガブリンチョ2号
- テレビマガジン
  - テレビマガジン6月号増刊 ゴセイジャーとあそぼう！ スーパー戦隊バトル ダイスオーパーフェクトBOOK 第1弾～第2弾コンプリート「P-024 ゴセイブルー」
  - テレビマガジン2010年6月号「P-025 ゴセイレッド」
  - テレビマガジン8月号増刊 ゴセイジャーとあそぼう！2「P-032 ゴセイナイト」
  - テレビマガジン2010年9月号「P-038 エキゾチックドラゴンヘッダー」
  - テレビマガジン2010年12月号「P-056 ゴセイレッド」
  - テレビマガジン1月号増刊 ゴセイジャーとあそぼう！3「P-057 ゴセイアルティメット」
  - テレビマガジン2011年4月号「DX.P-032 ゴーカイレッド」
  - テレビマガジン2011年4月号「DX.P-033 ゴーカイレッド」
  - テレビマガジン2011年6月号「DX.P-034 ゴーカイブルー」
  - テレビマガジン7月号増刊 ゴーカイジャーとあそぼう！「DX.P-066 ゴーカイシルバー」
  - テレビマガジン2011年9月号「DX.P-069 ゴーカイレッド」
  - テレビマガジン2011年12月号「DX.P-106 アカレンジャー」&「DX.P-107 ゴーカイレッド」
  - テレビマガジン2013年8月号「GB.P-033 キョウリュウゴールド」
- てれびくん
  - てれびくん2010年5月号、幼稚園2010年5月号、コロコロイチバン!2010年5月号「P-022 ゴセイレッド」
  - てれびくん2010年8月号、コロコロイチバン!2010年9月号「P-030 ゴセイナイト」
  - てれびくん2010年8月号、小学一年生2010年8月号、幼稚園2010年9月号「P-031 チョウチンドラゴンヘッダー」
  - てれびくん2010年9月号「P-037 ゴーレッド」
  - てれびくん2010年10月号「P-051 スーパーゴセイレッド」
  - てれびくん2010年11月号「P-053 ハリケンレッド」
  - てれびくん2010年12月号、幼稚園2010年12月号、コロコロイチバン!2011年1月号「P-054 ゴセイレッド」
  - てれびくん2010年12月号「P-055 デカレッド」
  - てれびくん2011年3月号「DX.P-024 ゴーカイレッド」
  - てれびくん2011年4月号「DX.P-025 ゴーカイレッド」
  - てれびくん2011年9月号「DX.P-068 ゴーカイレッド」
  - てれびくん2011年9月号「DX.P-084 ゴーカイシルバー」
  - てれびくん2011年12月号「DX.P-121 ゴーカイブルー ゴールドモード」
  - てれびくん2012年2月号「DX.P-123 シャッフルレンジャーカード」
  - てれびくん2012年4月号「トクメイP-003 レッドバスター」

### その他の商品
各商品にダイスオーカード（1枚）が付属。
- ニチフリ販売（P-007～P-011がランダムで封入。第2弾はP-041～P-044がランダムで封入。ゴーカイジャーはDX.P-035～DX.P-039がランダムで封入）
  - 天装戦隊ゴセイジャーふりかけ
  - 天装戦隊ゴセイジャーお茶漬け
  - 海賊戦隊ゴーカイジャーふりかけ
  - 海賊戦隊ゴーカイジャーお茶漬け
- 小森樹脂（上記の三つはP-006「ゴセイレッド」が封入。下記の三つはP-028「ゴセイブラック」が封入）
  - 天装戦隊ゴセイジャー カレーセット
  - 天装戦隊ゴセイジャー 手付きコップ 2Pセット
  - 天装戦隊ゴセイジャー ミニタンブラー 2Pセット　　
  - 天装戦隊ゴセイジャー 食器セット
  - 天装戦隊ゴセイジャー ピクニックケース
  - 天装戦隊ゴセイジャー コップ付き水筒
- プリマハム
  - 天装戦隊ゴセイジャーソーセージ 特別限定版（P-046～P-050がランダムで封入）
  - 海賊戦隊ゴーカイジャーソーセージ（第1弾はDX.P-026～DX.P-030がランダムで封入。第2弾はDX.P-049～DX.P-053がランダムで封入、第3弾はDX.P-092～DX.P-099がランダムで封入）

## カードダスリーダー
2010年3月17日にiPhone専用アプリ『カードダスリーダー』配信を開始。大日本印刷と独metaioとの三社共同で開発したAR（オーグメンティッド・リアリティ）を用いて、iPhoneのカメラにダイスオーカードをかざす事により、カードに関連したムービー（6種類）を見ることができる。